# I forzati del mare
I forzati del mare  (Two Years Before the Mast) è un film del 1946 diretto da John Farrow.
È un film drammatico a sfondo avventuroso statunitense con Alan Ladd, Brian Donlevy, William Bendix e Barry Fitzgerald. È basato sul romanzo del 1840 Due anni a prora (Two Years Before the Mast) di Richard Henry Dana, Jr..

## Trama
Nel 1834, Charles Stewart, il viziato, dissoluto figlio di un armatore, viene arruolato, suo malgrado, come componente della ciurma del Pilgrim, una delle navi di proprietà di suo padre. Egli intraprende un lungo viaggio attraverso il mare pericoloso sotto il comando tirannico del capitano Francis Thompson, assistito dal suo primo ufficiale, Amazeen. Uno dei suoi compagni di viaggio è Richard Henry Dana Jr.. Le condizioni difficili a bordo della nave portano i componenti della ciurma sull'orlo dell'ammutinamento.

## Produzione
Il film, diretto da John Farrow su una sceneggiatura di Seton I. Miller e George Bruce con il soggetto di Richard Henry Dana Jr. (autore del romanzo autobiografico), fu prodotto dallo stesso Miller, come produttore associato, per la Paramount Pictures e girato nei Paramount Studios a Hollywood, in California, con un budget stimato in 4,4 milioni di dollari. Dana Jr. scrisse il romanzo, una sorta di diario di viaggio, dopo i due anni difficili passati a bordo di una nave che lo aveva portato da Boston in California passando per Capo Horn e ritorno.

## Distribuzione
Il film fu distribuito con il titolo Two Years Before the Mast negli Stati Uniti dal 22 novembre 1946 (première a New York il 24 settembre 1946) al cinema dalla Paramount Pictures.
Altre distribuzioni:
- in Svezia l'11 marzo 1946 (Två år för om masten)
- in Finlandia il 6 dicembre 1946 (Kaksi vuotta keulassa)
- in Germania nel 1947 (In Ketten um Kap Horn)
- in Portogallo il 6 giugno 1947 (A Hiena dos Mares)
- in Francia il 24 settembre 1947 (Révolte à bord)
- in Austria il 26 settembre 1947 (In Ketten um Kap Horn)
- in Spagna il 23 febbraio 1948 (Madrid)
- in Danimarca il 3 marzo 1948 (Havets sønner)
- in Finlandia il 20 aprile 1956 (redistribuzione)
- in Brasile (A Hiena dos Mares e Hiena dos Mares)
- in Spagna (Revolución en alta mar)
- in Grecia (Dyo hronia sto katarti)
- in Venezuela (Esclavos del mar)
- in Italia (I forzati del mare )

## Critica
Secondo il Morandini è un "film marinaresco in costume pittoresco più che convincente nella rievocazione della navigazione a vela e della dura vita a bordo". Uno dei difetti principali, tuttavia, risiederebbe nella sceneggiatura. Secondo Leonard Maltin la storia risulterebbe "malamente scritta".

## Promozione
La tagline è: "The Greatest of All Adventure Classics!".